# Margarites scintillans
Margarites scintillans är en snäckart som beskrevs av Watson 1879. Margarites scintillans ingår i släktet Margarites och familjen pärlemorsnäckor. Inga underarter finns listade i Catalogue of Life.